# Дал, Джон
Джон Дал (англ. John Dahl, 1956, Биллингс, штат Монтана, США) — американский режиссёр кино и телевидения, сценарист, наиболее известный своими работами в жанре неонуар.

## Жизнь и карьера
Джон Дал родился в городе Биллингс, штат Монтана. Он был вторым из четырёх детей (его брат — кинорежиссёр Рик Дал). Дал провел своё детство и юность в Монтане. Его интерес в кино проявился в семнадцать лет, когда он впервые увидел Заводной апельсин, как он рассказал Роберту Элдеру в интервью для The Film That Changed My Life:

Этот фильм так сильно захватил мое воображение. Это был первый фильм, в котором я увидел, я понял, что кто-то сделал этот материал. Кто-то должен был создавать эти наборы. Кто-то должен писать эти картины. Вдруг всё стало доступно. Фильм был очень убедительным и интересным для меня на очень многих уровнях. Единственное, что меня поразило, что кто-то сделал фильм, и что это было нечто, что может быть, возможно, мог сделать и я.
Оригинальный текст (англ.)This film captured my imagination so much. It was the first film that I saw that made me realize that somebody has to make this stuff. Somebody has to build those sets. Somebody has to paint those paintings. All of a sudden it became accessible. The movie was so compelling and interesting to me on so many levels. The one thing that struck me was that somebody made a movie, and that it was something that maybe, possibly, I could do.
— 
Сначала он учился в университете Монтаны, а затем перевёлся в школу кино и фотографии университета штата Монтана, где он получил степень в кино. В это время Дал был студентом Билла Пуллмана. Его первый художественный фильм в университете с названием The Death Mutants имел бюджет в 12 000 долларов. В то же время он играл на гитаре в панк-рок-группе «The Pugs». Кроме того, в университете Монтаны он познакомился со своей женой Бет Фридберг, а после окончания школы они оба оставили Монтану для обучения в консерватории AFI в Лос-Анджелесе. Он пошёл на отделение режиссуры, а она на кинематографический.
Дал начал свою карьеру как художник раскадровки и ассистент режиссёра. Он продолжал в течение восьмидесятых снимать короткометражные фильмы и режиссировать музыкальные клипы Kool & the Gang и Джо Сатриани. Он, наконец, получил широкую известность как режиссёр после его первых двух фильмов: «Убей меня снова» и «На запад от красной скалы». Оба фильма были хорошо приняты публикой и критиками. Его третьим фильмом стал криминальный триллер Последнее соблазнение. Работа Линды Фиорентино в этом фильме номинировалась на Оскар, однако фильм был дисквалифицирован из-за показа по одному из кабельных каналов до церемонии. Даль также снял в этом фильме своего бывшего университетского преподавателя — Билла Пуллмана.
Дружит с Фрэнсисом Фордом Копполой, которому очень понравился фильм «Убей меня снова», и который убедил сниматься в фильме «На запад от красной скалы» своего племянника Николаса Кейджа.

## Фильмография
| Год       |    | Русское название             | Оригинальное название       | Роль                                      |
| --------- | -- | ---------------------------- | --------------------------- | ----------------------------------------- |
| 1984      | ф  |                              | Ragewar                     | первый помощник режиссёра                 |
| 1986      | ф  | Дикая штучка                 | Something Wild              | художник раскадровки (не указан в титрах) |
| 1987      | ф  |                              | P.I. Private Investigations | сценарист                                 |
| 1988      | ф  | Замужем за мафией            | Married to the Mob          | художник раскадровки visual consultant    |
| 1989      | ф  | Убей меня снова              | Kill Me Again               | режиссёр сценарист                        |
| 1993      | ф  | На запад от красной скалы    | Red Rock West               | режиссёр сценарист                        |
| 1994      | ф  | Последнее соблазнение        | The Last Seduction          | режиссёр                                  |
| 1995      | с  | Падшие ангелы                | Fallen Angels               | режиссёр                                  |
| 1996      | ф  | Незабываемое                 | Unforgettable               | режиссёр                                  |
| 1998      | ф  | Шулера                       | Rounders                    | режиссёр                                  |
| 2001      | ф  | Ничего себе поездочка        | Joy Ride                    | режиссёр                                  |
| 2005      | с  | Конец игры                   | Tilt                        | режиссёр                                  |
| 2005      | ф  | Великий рейд                 | The Great Raid              | режиссёр                                  |
| 2006      | в  |                              | The Line-Up                 | режиссёр                                  |
| 2007      | в  |                              | The Line-Up                 | режиссёр                                  |
| 2007      | ф  | Убей меня                    | You Kill Me                 | режиссёр                                  |
| 2007      | с  | Жизнь как приговор           | Life                        | режиссёр                                  |
| 2007—2013 | с  | Californication              | Californication             | режиссёр                                  |
| 2008—2010 | с  | Настоящая кровь              | True Blood                  | режиссёр                                  |
| 2008—2012 | с  | Декстер                      | Dexter                      | режиссёр                                  |
| 2009      | ф  |                              | All In: The Poker Movie     | камео                                     |
| 2009      | с  | Страх как он есть            | Fear Itself                 | режиссёр                                  |
| 2009      | с  | Звёздный крейсер «Галактика» | Battlestar Galactica        | режиссёр                                  |
| 2009      | с  | Во все тяжкие                | Breaking Bad                | режиссёр                                  |
| 2009      | с  | Такая разная Тара            | United States of Tara       | режиссёр                                  |
| 2009—2012 | с  | Дневники вампира             | The Vampire Diaries         | режиссёр                                  |
| 2010      | с  | Терьеры                      | Terriers                    | режиссёр                                  |
| 2010      | с  | Каприка                      | Caprica                     | режиссёр                                  |
| 2010—2011 | с  | Адские кошки                 | Hellcats                    | режиссёр                                  |
| 2010—2012 | с  | Правосудие                   | Justified                   | режиссёр                                  |
| 2011      | в  |                              | Cooper and Stone            | режиссёр                                  |
| 2011—2012 | с  | Бесстыдники                  | Shameless                   | режиссёр                                  |
| 2012      | с  | Рухнувшие небеса             | Falling Skies               | режиссёр                                  |
| 2012      | тф |                              | Bad Girls                   | режиссёр                                  |
| 2012      | с  | Родина                       | Homeland                    | режиссёр                                  |
| 2012      | с  | Стрела                       | Arrow                       | режиссёр                                  |
| 2013      | с  | В поле зрения                | Person of Interest          | режиссёр                                  |
| 2013      | с  | Ганнибал                     | Hannibal                    | режиссёр                                  |
| 2013      | с  | Американцы                   | The Americans               | режиссёр                                  |
| 2014      | с  | Чужестранка                  | Outlander                   | режиссёр                                  |
| 2015      | с  | Карточный домик              | House of Cards              | режиссёр                                  |
| 2017      | с  | Железный кулак               | Iron Fist                   | режиссёр                                  |

Отдельная благодарность выражена в титрах фильма Майкла Матзура «Vacuity» 2012 года.

## Награды и номинации
- В 1990 году за фильм «Убей меня снова» получил гран-при фестиваля Festival du Film Policier de Cognac[англ.].
- В 1994 году за фильм «Последнее соблазнение» номинировался на премию фестиваля MystFest[итал.]в категории «Лучший фильм», получил премию Los Angeles Film Critics Association в категории «Новое поколение» и премию критиков французского фестиваля Festival du Film Policier de Cognac[англ.].
- В 1995 году номинировался на премию Directors Guild of America за фильм «Последнее соблазнение». В этом же году дважды номинировался на премию «Независимый дух» за фильм «На запад от красной скалы» в номинациях лучший режиссёр и лучший сценарий (совместно с братом, Риком Далем).
- В 1997 году за фильм «Незабываемое» получил приз зрительских симпатий фестиваля Festival du Film Policier de Cognac[англ.].
- В 1998 году номинировался за фильм «Шулера» на Золотого льва Венецианского кинофестиваля.
- В 2003 году получил премию Франклина Шеффнера от Американского института киноискусства